# گرین ویل (جورجیا)
گرین ویل، جورجیا (به انگلیسی: Greenville, Georgia) یک شهر در ایالات متحده آمریکا با جمعیت ۸۷۶ نفر است که در جورجیا واقع شده‌است.

## موقعیت جغرافیایی
موقعیت جغرافیایی شهرها و مناطق اطراف به شرح زیر است:

## نگارخانه

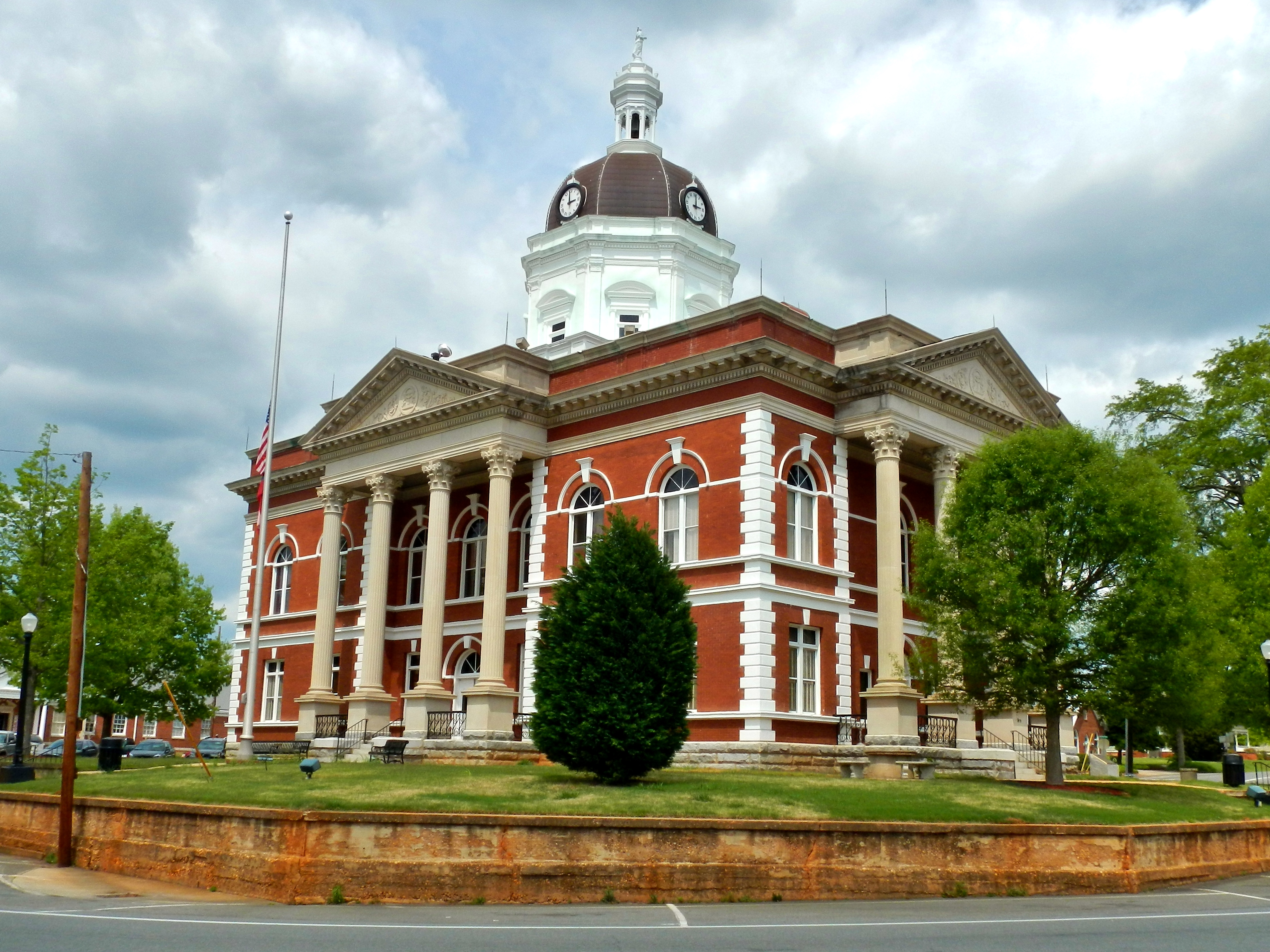
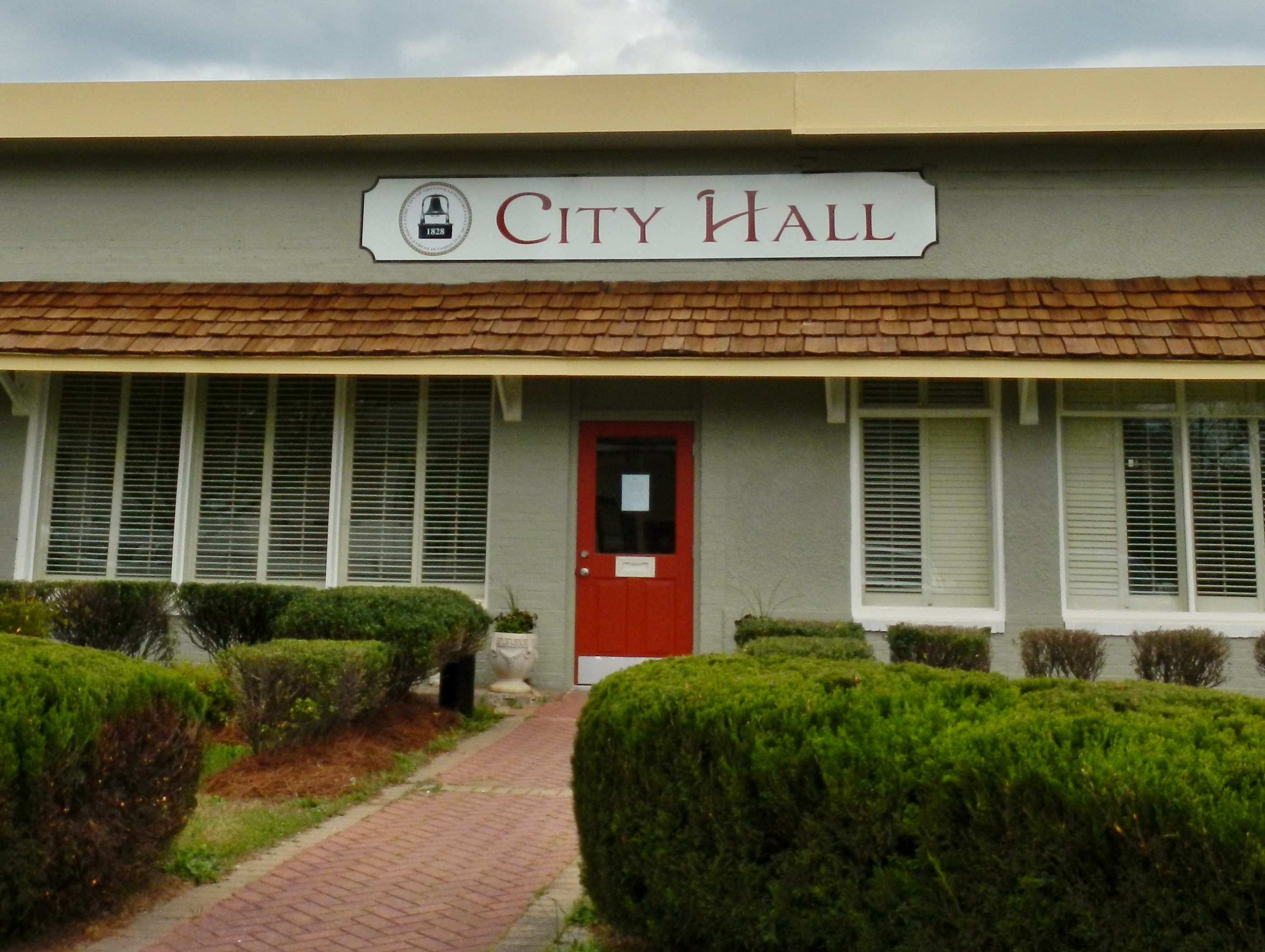
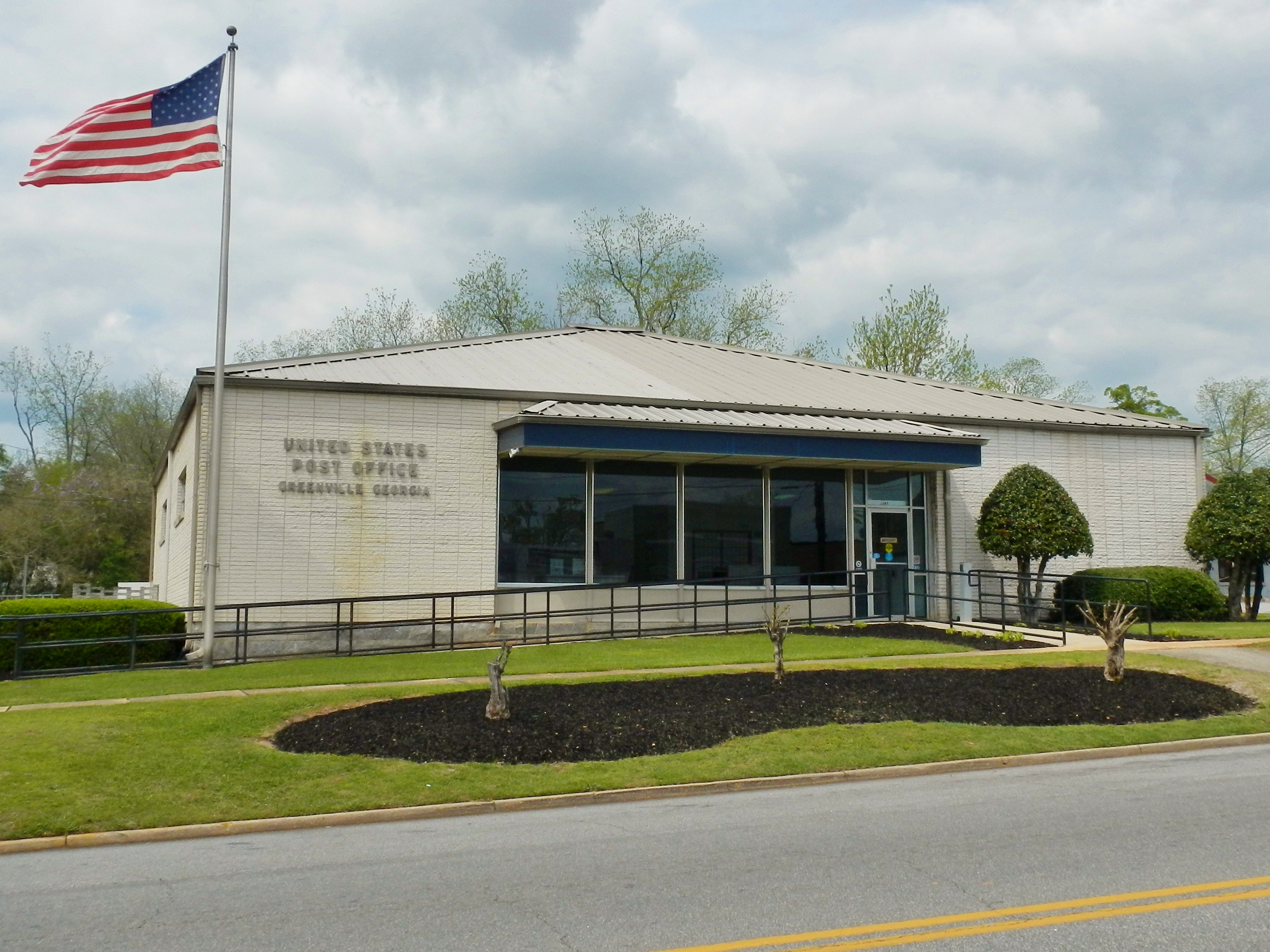
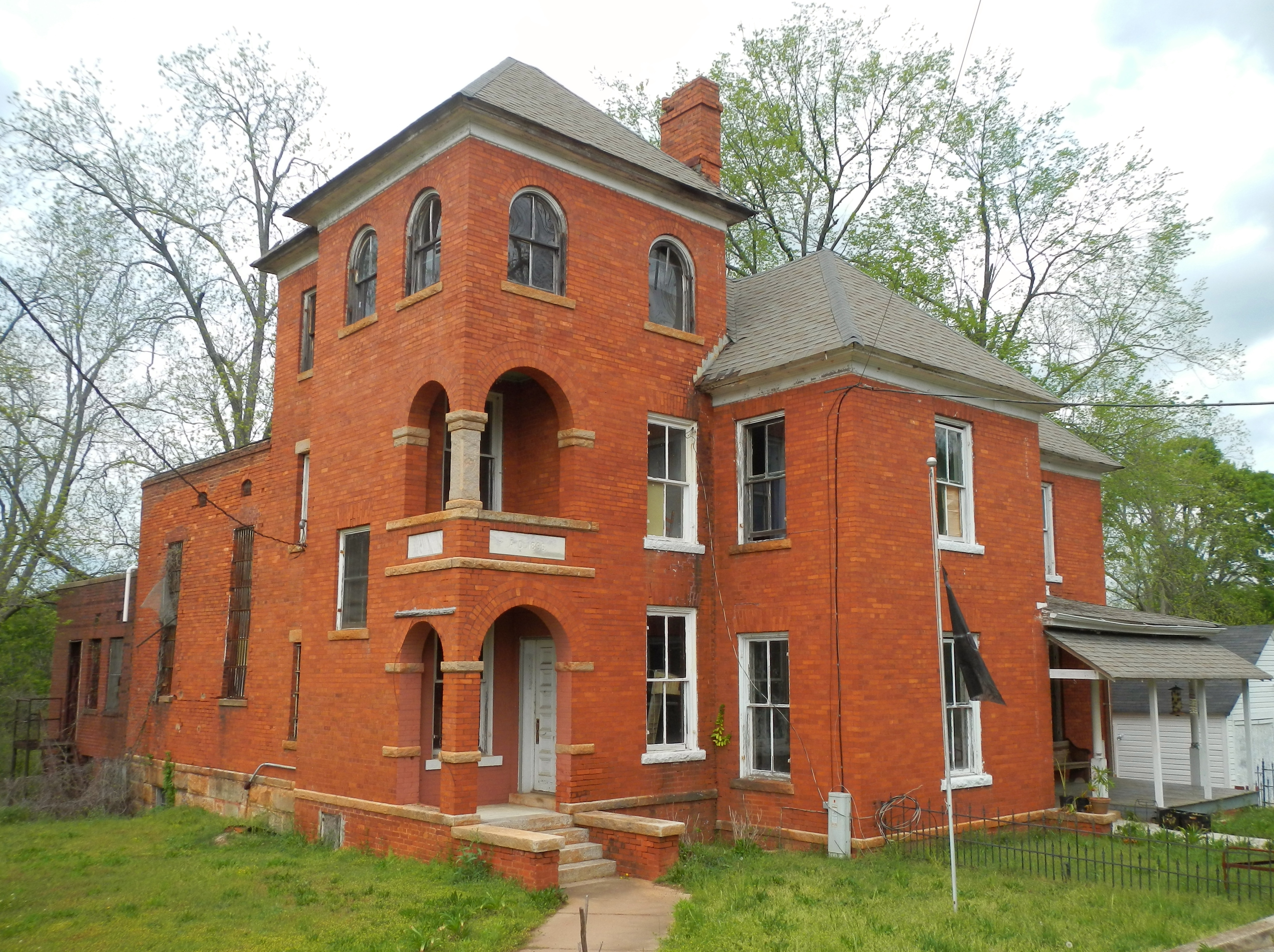
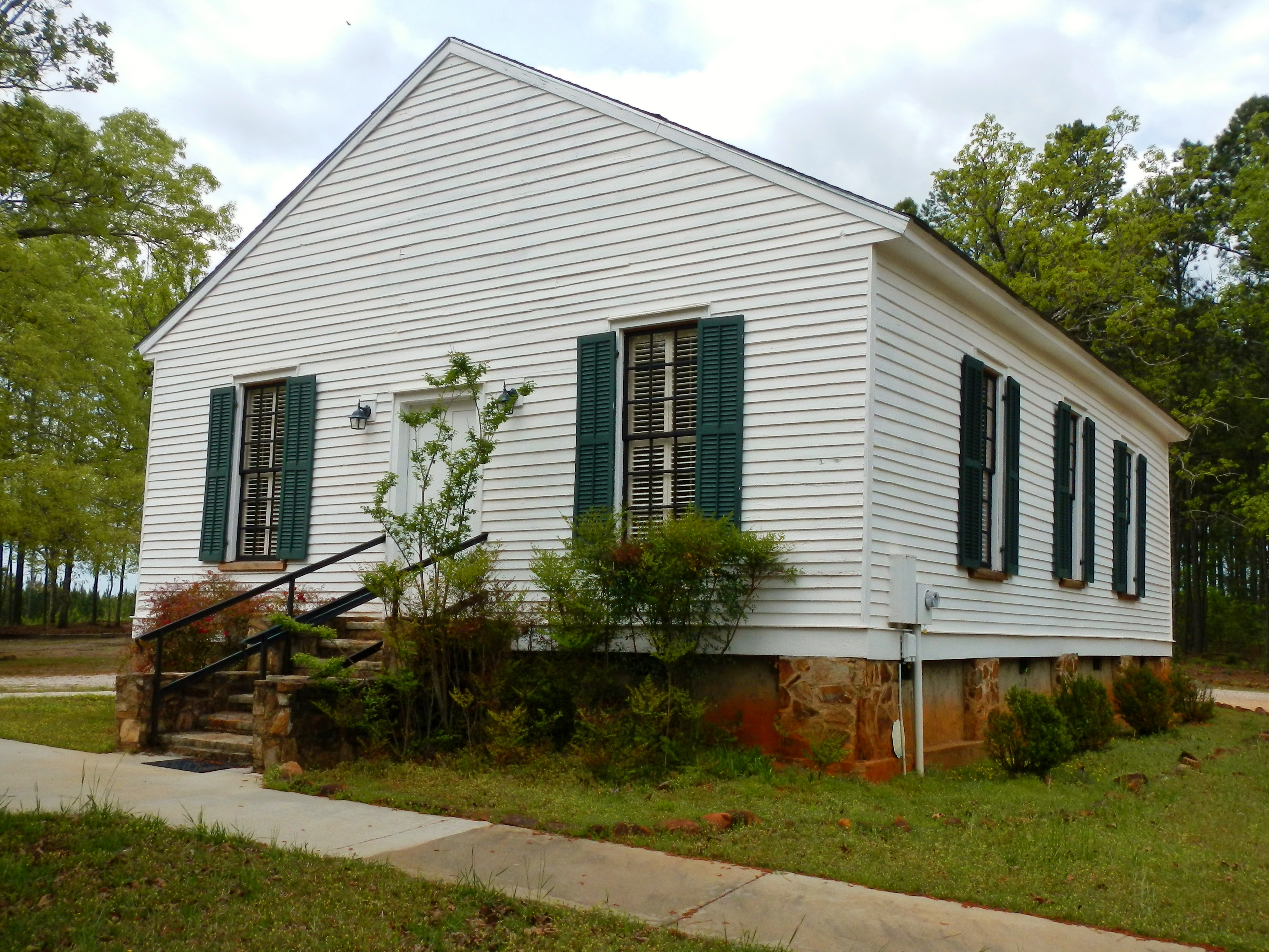
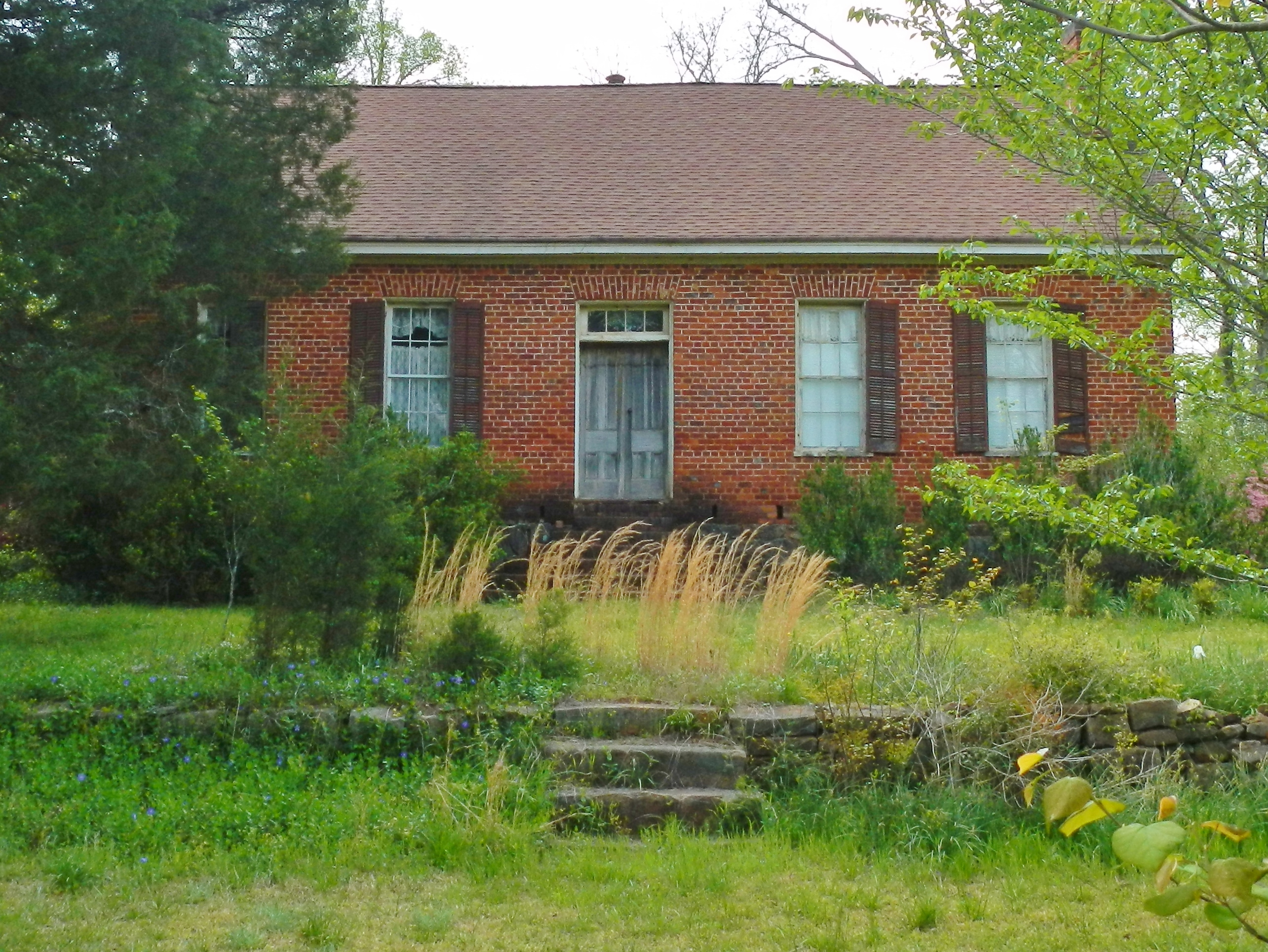
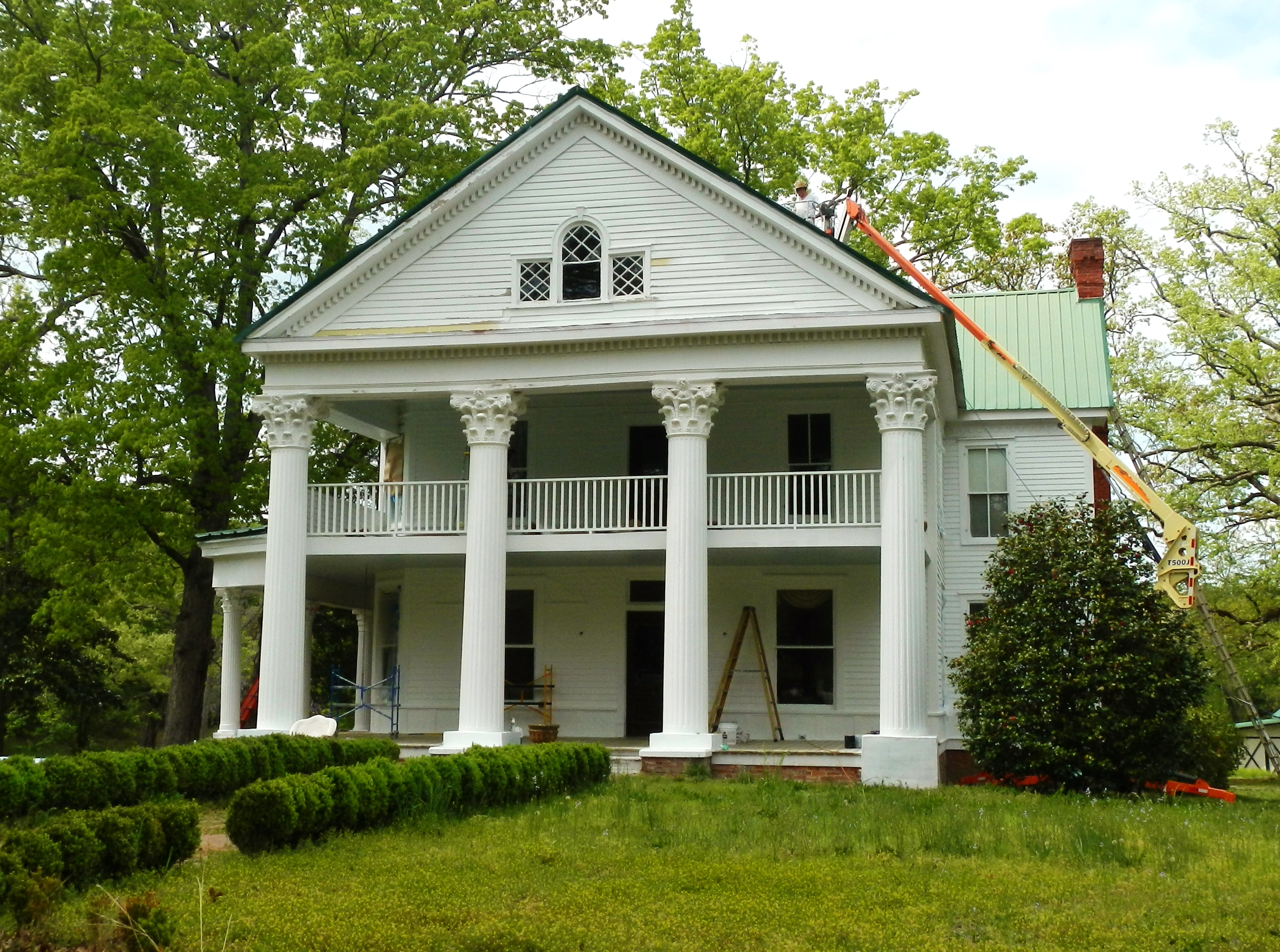
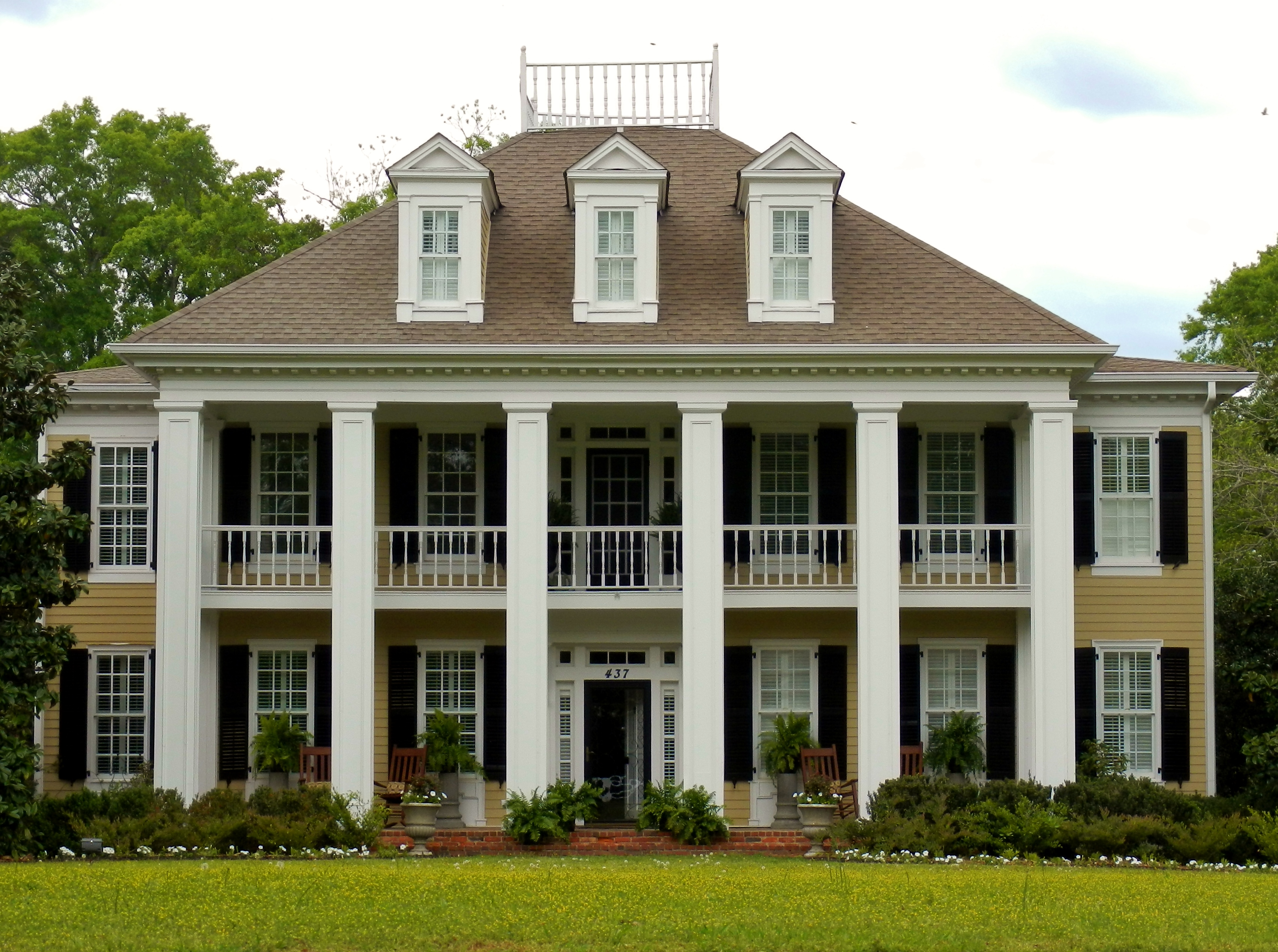
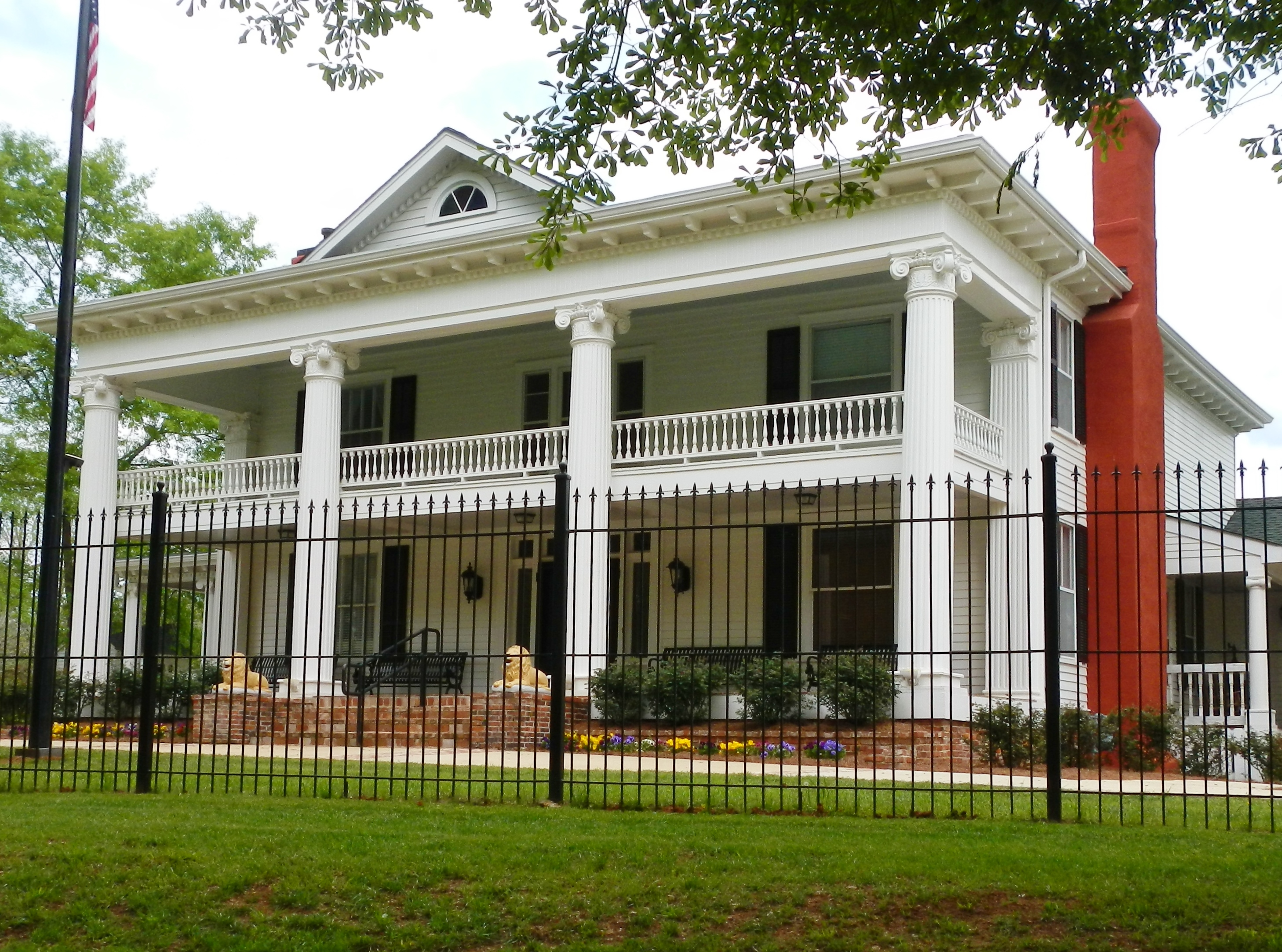
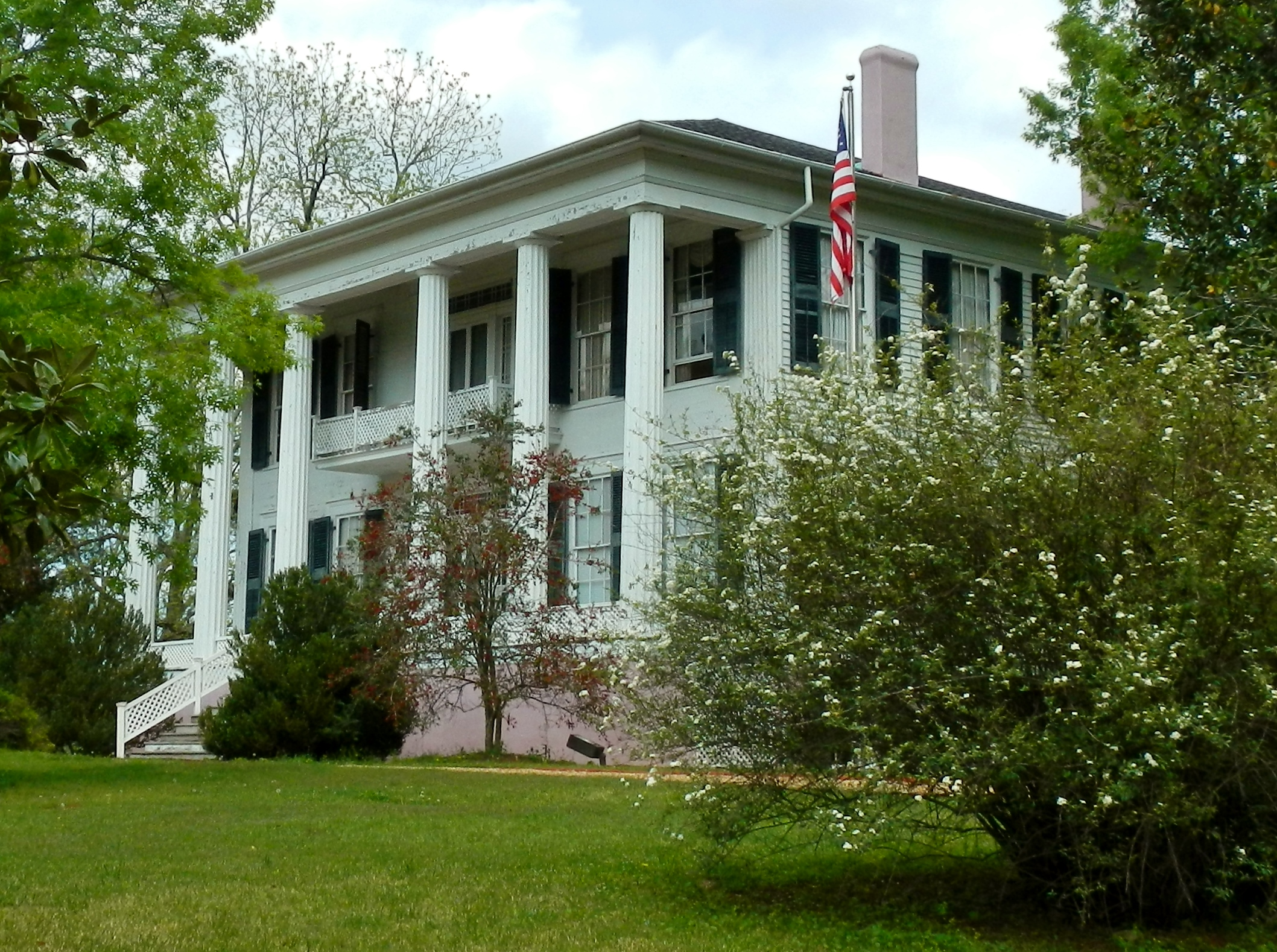